# Фогараск (Брашов)
Фогараск (рум. Fogarasch) насеље је у Румунији у округу Брашов. Oпштина се налази на надморској висини од 420 m.

## Становништво
Према подацима из 2011. године у насељу је живело 34034 становника.